# Col de Font-de-Cère
Le col de Font-de-Cère est un col routier français à 1 290 mètres d'altitude situé dans les monts du Cantal, dans le département du même nom, en Auvergne-Rhône-Alpes.

## Toponymie
Font-de-Cère se dit Fònt de Cera en auvergnat signifiant « sources de la Cère ». En effet, c'est ici que la Cère prend sa source.

## Géographie
Le col se trouve entre le puy de Massebœuf et le puy Griou, et permet de basculer de la vallée de l'Alagnon (commune de Laveissière) à la vallée de la Cère (commune de Saint-Jacques-des-Blats).

## Histoire
Le col était, avant la percée du tunnel du Lioran, un lieu de passage important mais redouté. En effet, il était réputé infranchissable en hiver avec des congères de trois mètres de neige empêchant tout passage pendant les neuf longs mois de l'hiver. L'été, il était franchit essentiellement par les troupes royales mais était très redouté à cause de la ténébreuse forêt du Lioran, des loups et de nombreux brigands. Le fréquenter était très dangereux comme en témoignaient de nombreuses croix en bois et en fer le long de la route en souvenirs de personnes agressées par les brigands ou les loups, ou bien surprises par les rigueurs de l'hiver. Malgré un franchissement plus facile, ces caractéristiques poussaient la grande partie des voyageurs à reprendre le tracé de l'ancienne voie romaine (Via Celtica) qui franchissait les monts du Cantal. Après la percée du tunnel du Lioran, le premier tunnel de France et le plus long du monde à l'époque, le col n'est plus fréquenté.
Avec la naissance de la station du Lioran, le col est à nouveau fréquenté et on y construit, dans les années 1950, le buron de Font-de-Cère qui fut pendant quelques années la colonie de vacances de la ville du Mans.

## Activités
Un restaurant se trouve au col.

### Cyclisme
Le col est franchi par une petite route goudronnée, appelée route impériale, reliant Font d'Alagnon à Font de Cère.
Il a été franchi par le Tour de France le 6 juillet 2016 lors de la 5e étape du Tour 2016. Il est alors classé en 3e catégorie et est franchi en tête par le Belge Greg Van Avermaet. Le 10 juillet 2024, lors de la 11e étape du Tour 2024, Jonas Vingegaard passe en première position.

### Randonnée
Le col est un important lieu de passage de randonneurs l'été puisqu'il se trouve sur le GR4 (reliant Royan à Grasse) et sur le GR 400 (Tour des Monts du Cantal) menant au puy Mary.

### Sports d'hiver
L'hiver, le site fait partie du domaine skiable de la station du Lioran et est fréquenté par les adeptes de sports d'hiver (ski alpin, raquettes, ski de fond, etc.).